# Zarqa (rivier)
De Zarqa (Arabisch: نهر الزرقاء, Nahr ez-Zarqa, Zarqarivier, ofwel Blauwe Rivier) is een rivier in Jordanië.
De rivier ontspringt een paar kilometer ten noordoosten van de hoofdstad Amman bij de neolitische vindplaats 'Ain Ghazal. Vandaar stroomt hij eerst in noordelijke richting voor hij naar het westen afbuigt richting de Koning Talalstuwdam, om uiteindelijk uit te monden in de Jordaan. Het is na de Jarmuk de grootste zijrivier van de Jordaan.
Onder de naam Jabbok komt deze rivier meerdere malen voor in de Tenach en het Oude Testament. Het land van de Amoritische koning Sihon strekte zich uit "van de Arnon tot de Jabbok" en werd later opgeëist door de koning van Ammon. Hij stroomde door het land Gilead en scheidde de gebieden van de stam van Ruben en Gad van het land van de Ammonieten.
De bekendste Bijbelpassage is die waarin Jakob, voordat hij de confrontatie met zijn broer Ezau aangaat, bij de Jabbok met de engel worstelt. Hierna wordt hem de naam Israël gegeven.

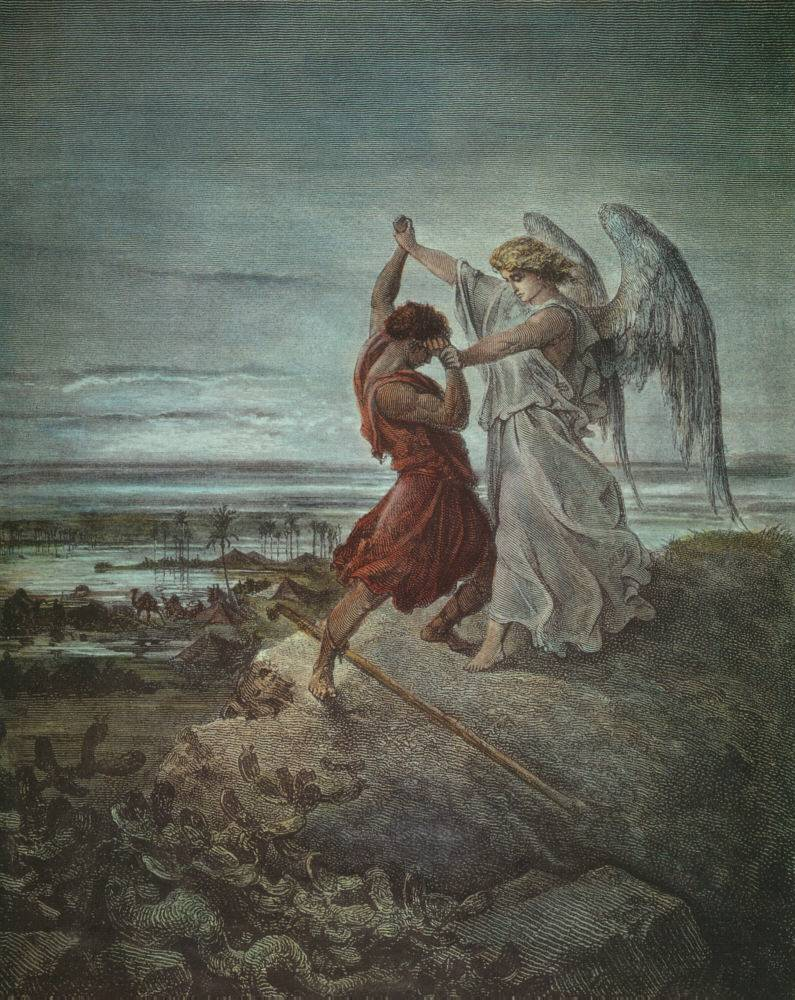
Jakob worstelt met de engel (Gustave Doré)
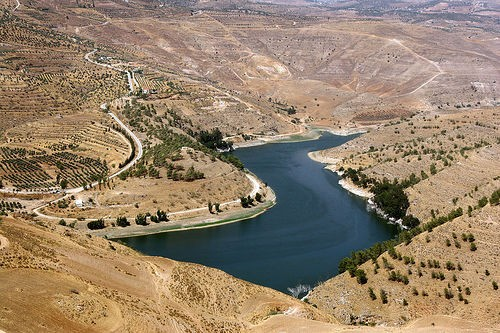
Het stuwmeer bij de Koning Talaldam

- Gemeinsame Normdatei: 4108932-7
- Nationale Bibliotheek van Israël: 987007534509605171
- Virtual International Authority File: 315527640